# Concurso de Saltos Internacional de Maeza
El Concurso Internacional de Saltos de Maeza es un Concurso de Saltos Internacional que se celebra anualmente en las instalaciones de Finca Maeza, en El Rebollar, parroquia asturiana de Santiago, Sariego (España).

## Historia
La primera edición del CSI estaba prevista para 2020, pero las restricciones por la pandemia de COVID-19 abocaron a su aplazamiento hasta 2021. Comenzó siendo un CSI** disputándose dos semanas de competición en 2021, para pasar a ser CSI*** en 2022. 

## Palmarés
El palmarés de la prueba individual más importante, el Gran Premio Maeza, es el siguiente:
| Año  | Jinete                                    | Caballo                             | País            |
| 2021 | Leonardo Medal García Carlos López-Fanjul | "Rey de Gozón" "Ashaane Villa Rose" | España · España |
| 2022 | Richard Howley                            | "Consulent de Prelet Z"             | Irlanda         |
| 2023 | Luca Maria Moneta                         | “Jolie Couer D’Avril”               | Italia          |
| 2024 | María Teresa Blázquez Abascal             | “Nasa de Toxandria”                 | España          |
| 2025 | Armando Trapote Mariscal Jonna Ekberg     | "Cochiloco PS" "Bjufors Orca Sit Z" | España · Suecia |